# Poetika
Poetika je:
- nauka o výstavbě a formálním tvaru nějakého uměleckého (zvl. literárního) díla;
- souhrn uměleckých zásad a prostředků (před)určující styl tohoto díla;
- kniha, příručka, ve které jsou tyto zásady vysvětleny (např. Aristotelova kniha Poetika).

## Poetika jako věda
Jakožto nauka o tvaru díla je poetika jednou ze subdisciplín literární vědy. V rámci literární vědy se jedná o disciplínu nejstarší (Aristotelova Poetika), z níž se literární věda jako taková de facto vyvinula. Od poetiky se současná literární věda liší důrazem na pragmatiku díla, otázky epistemologické a obecně estetické a sémiotické, tj. problémy, kterými se literární věda začala zabývat až v novověku, zvl. ve 20. století (a v něm pak především v souvislosti s tzv. "pragmatickým obratem" ve filosofii.

## Předmět vědy
Poetika zkoumá a popisuje zvláště kompozici (vnější a vnitřní gradaci, typy začátků a konců), jazykovou rovinu (zvl. lexikum a styl), horizontální (nadpis, motto, dedikace) a vertikální členění textu aj. Do jisté míry můžeme jako součást poetiky chápat i jiné subdisciplíny: versologii, ka|metriku], prozódii aj. Poetika má blízko k subdisciplínám lingvistickým, s nimiž se často kryje (např. stylistika).

## Poetika jako souhrn zásad a prostředků
Druhý význam pojmu poetika, tj. souhrn uměleckých zásad a prostředků díla, má význam širší než literárněvědný. Můžeme hovořit o poetice všech uměleckých druhů (např. poetika obrazu, filmu, sochy, hudebního díla atd. ...), ale i např. také o poetice jevů či dějů mimo oblast umění (poetika módy).
Oba významy slova poetika jsou úzce provázány (jsou komplementární).